# Fexofenadin
Fexofenadin, som bland flera andra säljs under varumärket Allegra, är ett antihistaminpreparat, en H1-antagonist som lindrar symtom vid allergier, som hösnuva och urtikaria.
Terapeutiskt är fexofenadin en selektiv perifer H1-blockerare. Det klassificeras som ett andra generationens antihistamin eftersom det har mindre förmåga att passera blod-hjärnbarriären och orsaka sedering, jämfört med första generationens antihistaminer.
Den patenterades 1979 och kom i medicinsk användning 1996. Det finns på Världshälsoorganisationens lista över essentiella läkemedel. Fexofenadin har tillverkats i generisk form sedan 2011. År 2021 var det det 262:a vanligaste läkemedlet i USA, med mer än en miljon recept.

## Medicinsk användning
Fexofenadin används för att lindra fysiska symtom i samband med säsongsbunden allergisk rinit och för behandling av kronisk urtikaria. Det botar inte, utan förebygger snarare förvärrande av allergisk rinit och kronisk idiopatisk urtikaria, och minskar svårighetsgraden av symtomen förknippade med dessa tillstånd, vilket ger lindring från upprepade nysningar, rinnande näsa, kliande ögon eller hud och allmän kroppsutmattning. I en recension från 2018 angavs fexofenadin, tillsammans med levocetirizin, desloratadin och cetirizin, vara ett säkert läkemedel att använda för personer med ärftligt långt QT-syndrom.

### Biverkningar
De vanligaste biverkningarna är huvudvärk, rygg- och muskelvärk, mios eller pupiller, illamående, dåsighet och mensvärk. Ångest och sömnlöshet har också mer sällan rapporterats. De vanligaste biverkningarna som visades under kliniska prövningar var hosta, övre luftvägsinfektion, feber och öroninflammation för barn i åldrarna 6 till 11 och trötthet för barn i åldrarna 6 månader till 5 år.

### Överdos
Säkerhetsprofilen för fexofenadin är ganska gynnsam, eftersom inga kardiovaskulära eller lugnande effekter har visats uppträda även om man tar 10 gånger den rekommenderade dosen. Forskning på människor sträcker sig från en engångsdos på 800 mg till en dos på 690 mg två gånger dagligen under en månad, utan kliniskt signifikanta biverkningar, jämfört med placebo. Inga dödsfall inträffade i tester på möss, vid 5 000 mg/kg kroppsvikt, vilket är 110 gånger den maximala rekommenderade dosen för en vuxen människa. Om överdosering skulle inträffa rekommenderas stödjande åtgärder. Teoretiskt kan en överdos uppträda som yrsel, muntorrhet och/eller dåsighet, tillsammans med en ökning av de vanligare biverkningarna. Hemodialys verkar inte vara ett effektivt sätt att avlägsna fexofenadin från blodet.